# Palacio Señorial de los Abades de La Oliva
El palacio señorial de los abades de La Oliva, también conocido como «Casa Malle», es un edificio de la localidad española de Carcastillo, en Navarra. Está adyacente a la iglesia parroquial. Aparece mencionado como palacio cabo de armería en la nómina oficial del Reino. Siendo Carcastillo una villa abacial hasta mediados del siglo XIX se trataba de un palacio abacial en el que pasaban temporadas antiguamente los abades del monasterio de La Oliva como señores de la villa. 

## Historia
Es una construcción de piedra, obra del siglo XVI, con un balcón que en este siglo se transformó en corrido, que aún conserva ornamentación renacentista. Resalta en la fachada la ventana central con pilastras decoradas y friso con medallones así como un escudo con la cruz de la orden de Calatrava. Remata en una solana o galería de arcos de ladrillo, característica de los palacios de la Ribera de Navarra.
A raíz de la Desamortización, en 1835, con la desaparición del señorío monacal, acabó siendo enajenado el palacio.